# Rudi Vossen
Rudi Vossen (Eigenbilzen, 11 augustus 1958) is een gewezen Belgische voetballer. Hij is de vader van profvoetballer Jelle Vossen.

## Carrière
De carrière van Rudi Vossen begon midden jaren 70 bij Club Luik. Het was trainer Werner Biskup die hem in het eerste elftal dropte. Maar na twee seizoenen degradatievoetbal hield de Limburgse verdediger het voor bekeken. Hij verhuisde naar tweedeklasser KSK Tongeren. De club probeerde al enkele jaren de promotie af te dwingen, maar raakte nooit verder dan de eindronde. In 1981 was het dan toch zover. Tongeren speelde kampioen en promoveerde. Twee jaar later zakte de club terug naar Tweede Klasse. Vossen speelde bij Tongeren nog samen met Lei Clijsters en Luc Beyens.
In 1985 belandde de 27-jarige Vossen bij Sporting Charleroi. De club was net naar Eerste Klasse gestegen onder leiding van trainer André Colasse. In Charleroi werd Vossen een ploegmaat van onder meer Jacky Mathijssen, Raymond Mommens en Philippe Albert. Na twee seizoenen vertrok hij opnieuw.
Vossen werd binnengehaald bij KFC Winterslag. Hij kwam er terecht in een team dat bestond uit namen als Ronny Gaspercic, Pierre Denier en Rudy Janssens. Winterslag knokte onder coach Vincenzo Briganti met succes tegen de degradatie. Nadien ging de club een fusie aan met streekgenoot en rivaal Waterschei SV Thor. De fusieclub Racing Genk werd in het leven geroepen. Vossen voetbalde nog één jaar voor Genk, het was tevens zijn laatste jaar in de hoogste voetbaldivisie.
In 1989 sloot Rudi Vossen zich aan bij KVV Overpelt-Fabriek. Daar speelde hij nog enkele seizoenen alvorens een punt achter zijn loopbaan als voetballer te zetten.